# Hendrik Dietz
Hendrik Dietz (* 18. Dezember 1977 in Dresden)  ist ein deutscher Biophysiker.

## Leben
Dietz studierte in Paderborn, Saragossa sowie an der LMU München Physik. 2004 schloss er sein Studium mit dem Diplom ab. Anschließend wurde er wissenschaftlicher Mitarbeiter bei der TU München. 2007 wurde er mit einer Arbeit über die Mechanische Anisotropie von Proteinen in Einzelmolekülexperimenten zum Dr. rer. nat. promoviert. Anschließend war er zwei Jahre Postdoc an der Harvard University. Seit Sommer 2009 ist er Professor für Biophysik an der TU München.
Dietz’ Forschungsschwerpunkt ist die DNA-Nanotechnologie. Hierbei erforscht er, wie sich die Struktur der DNA für technologische Zwecke nutzen lässt.

## Auszeichnungen
- Chorafas-Preis (2006) für seine Arbeiten zur Mechanik von Proteinmolekülen[1]
- Deutscher Studienpreis (2008)
- Arnold-Sommerfeld-Preis (2010)
- Engelhorn-Forschungspreis (2012)
- Gottfried Wilhelm Leibniz-Preis (2015)
- Korrespondierendes Mitglied der Nordrhein-Westfälischen Akademie der Wissenschaften und der Künste (2019)
- European Research Council Advanced Grant (2021)[2]

## Schriften (Auswahl)
- Mechanische Anisotropie von Proteinen in Einzelmolekülexperimenten München 2007 (Dissertation)
- Self-assembly of DNA into nanoscale three-dimensional shapes (zusammen mit Shawn Douglas, Tim Liedl, Björn Högberg, F. Graf, William Shih) in Nature. Nr. 459, 2009,  S. 414–418.
- Folding DNA into twisted and curved nanoscale shapes (zusammen mit Shawn Douglas, William Shih) in Science. Nr. 325, 2009,  S. 725–730.
- Synthetic lipid membrane channels formed by designed DNA nanostructures (zusammen mit Martin Langecker, Vera Arnaut, Thomas G. Martin, Jonathan List, Stephan Renner, Michael Mayer, Friedrich Simmel) in Science. Nr. 338, 2012,  S. 932–936.
- The cryo-EM structure of a 3D DNA-origami object (zusammen mit Xiao-Chen Bai, Thomas G. Martin, Sjors H. W. Scheres) in Proc. Natl. Acad. Sci. USA. Nr. 109, 2012,  S. 20012–20017.
- Rapid folding of DNA into nanoscale shapes at constant temperature (zusammen mit Jean-Philippe Sobczak, Thomas G. Martin, Thomas Gerling) in Science. Nr. 338, 2012,  S. 1458–1461.